# فونار الينابيع
فونار الينابيع (الاسم العلمي:Funaria fontana) هو نوع من النباتات يتبع جنس الفونار من الفصيلة الفونارية.